# Marcel Laurencelle
Marcel Laurencelle (* 15. Januar 1914 in Montreal; † 16. August 1991) war ein kanadischer Chorleiter, Musikpädagoge und Komponist.

## Leben
Laurencelle war als Kind Sopranist im Knabenchor der Kirche Immaculée-Conception. Er begann seine musikalische Ausbildung bei Émile Fontaine und setzte sie bei Alfred Bernier und Georges-Émile Tanguay fort. Von 1943 bis 1948 studierte er am Conservatoire de musique du Québec bei Léon Barzin, Claude Champagne, Jean Vallerand und Séverin Moisse.
Von 1938 bis 1944 war er stellvertretender Direktor der Petite Maîtrise de Montréal. Daneben leitete er von 1941 bis 1950 den Chor der Kirche Saint-Étienne. 1945 gründete er den Chœr Berlioz, dessen Leiter er bis 1958 war. Weiterhin wirkte er als Chorleiter bei den Montreal Festivals (1944–65), bei der Opera Guild (1946–69) und an der Grand Opéra de Montréal (1957–58). Er war 1954–55 stellvertretender Direktor der Jeunesses musicales du Canada und leitete von 1958 bis 1967 auch deren Chor. 1976 übernahm er die Stelle als Chorleiter an der Basilika Notre-Dame de Montréal, die er bis zu seinem Tod innehatte.
Als Lehrer für Musiktheorie und Chorgesang wirkte Laurencelle von 1949 bis 1980 am Conservatoire de musique du Québec, von 1951 bis 1979 am Orford Art Centre und von 1951 bis 1955 an der Universität Montreal. Er komponierte Chorwerke, darunter die Messe pour tous les temps (1987).